# Demanda química de oxigênio
A Demanda química de Oxigênio (DQO) (português brasileiro) ou Carência química de Oxigénio (CQO) (português europeu), é um parâmetro que mede a quantidade de matéria orgânica, através do oxigênio dissolvido, suscetível de ser oxidada por meios químicos que existam em uma amostra líquida. Se expressa em mg O2/litro.
A análise dos valores de DQO em efluentes e em águas de superfície é uma das mais expressivas para determinação do grau de poluição da água, esta análise reflete a quantidade total de componentes oxidáveis, seja carbono ou hidrogênio de hidrocarbonetos, nitrogênio (de proteínas, por exemplo), ou enxofre e fósforo de detergentes. 
Sabe-se que o poder de oxidação do dicromato de potássio é maior do que o que resulta mediante a ação de microrganismos. A resistência de substâncias aos ataques biológicos levou à necessidade de fazer uso de produtos químicos, sendo a matéria orgânica neste caso oxidada mediante um oxidante químico.

## Medição
O método mede a concentração de matéria orgânica oxidada. Entretanto, pode haver interferências devido a que haja substâncias inorgânicas susceptíveis de serem oxidadas (sulfetos, sulfitos, iodetos, entre outros).
A sua medição permite avaliar parâmetros de quantificação de matéria orgânica em compostos aquosos; podendo ser residuais, de rios e aquíferos, sendo também usado no sector dos resíduos sólidos, em especial nas lamas. No caso de águas potáveis, não é fácil a sua medição directa devido a baixa concentração de matéria orgânica, razão pela qual é usualmente utilizado o método de oxidabilidade com permanganato de potássio (permanganometria).

## Procedimento
O procedimento se baseia na oxidação da matéria utilizando dicromato de potássio (K2Cr2O7), como oxidante em presença de ácido sulfúrico e íons de prata, misturados como catalisador, sendo o resultado final dessa oxidação dióxido de carbono e água. A solução aquosa é aquecida em refluxo durante 2 h a 148 °C. Logo se avalia a quantidade do dicromato sem reagir titulando com uma solução de ferro(II).
Baseando-se no mesmo princípio, pode-se utilizar a espectroscopia ultravioleta-visível mediante medições fotométricas da cor produzida pela redução do dicromato a íon cromo(III) (Cr3+) posterior à digestão.
Segundo (SPERLING, 1998) dentre as vantagens da DQO está o fato dela não ser afetada pela nitrificação, dando indicação apenas da oxidação da matéria orgânica carbonácea e não da nitrogenada, ainda cita-se também como vantagem o fato do processo não estar sujeito a tantas variáveis.

## Comparação com a demanda biológica de oxigênio
O valor obtido é sempre superior à demanda biológica de oxigênio (DBO), já que se oxidam por este método também as substâncias não biodegradáveis, pois na DBO é medida a quantidade de oxigênio necessária para ocorrer a oxidação somente da matéria orgânica biodegradável. A relação entre os dois parâmetros é indicativo da qualidade da água. Nas águas industriais pode haver uma maior concentração de compostos não biodegradáveis.

## Procedimento
- Demanda biológica de oxigênio